# Cheikh Saïd (nécropole)
Pour les articles homonymes, voir Cheikh Saïd.
Cheikh Saïd est aujourd'hui un petit village dans le gouvernorat de Minya, en Haute-Égypte. Située sur la rive est du Nil, elle tire son nom d'un saint musulman local enterré dans la région.

## Histoire
Cheikh Saïd comprend les tombes creusées dans la roche des nomarques du nome du Lièvre (le quinzième nome de Haute-Égypte) de la VIe dynastie. Ces tombes sont creusées dans des falaises abruptes. L'utilisation de cette nécropole a décliné pendant la Première Période intermédiaire, lorsque la nécropole des nomarques a été transférée légèrement plus au nord, à Deir el-Bersha.